# كونسويلو رودريغيز بيريز
كونسويلو رودريغيز بيريز (1960 - 22 فبراير 2021) سياسية إسبانية من حزب الشعب المحافظ وعضو في جمعية إكستريمادورا بين عام 2011 ووفاتها عام 2021.

## السيرة الشخصية
ولدت رودريغيز في أوليفينزا عام 1960 بمقاطعة باداخوز وحصلت على شهادة في علم النفس من جامعة غرناطة ودبلوم في السمع واللغة من جامعة إكستريمادورا. بين عامي 1999 و2011 كانت عضوًا في مجلس مدينة بطليوس، حيث شغلت أقسام الثقافة والمعارض والمهرجانات. في الانتخابات الإقليمية لإكستريمادورا عام 2011 تم انتخابها نائبة في جمعية إكستريمادورا المنصب الذي شغته حتى وفاتها. كانت أيضًا أول نائبة لرئيس غرفة الحكم الذاتي بين عامي 2011 و2015.
في نهاية يناير 2021 تم إدخالها إلى مستشفى جامعة باداخوز المتضررة من فيروس كورونا خلال جائحة كوفيد 19 في إسبانيا. وتوفيت بعد ثلاثة أسابيع في 22 فبراير عن عمر يناهز 60 عامًا، وهي أول مشرع إسباني يتوفى بسبب الفيروس.